# Sauqueville
Sauqueville is een gemeente in het Franse departement Seine-Maritime (regio Normandië) en telt 384 inwoners (2014). De plaats maakt deel uit van het arrondissement Dieppe.

## Geografie
De oppervlakte van Sauqueville bedraagt 3,39 km², de bevolkingsdichtheid is 113 inwoners per km².
De onderstaande kaart toont de ligging van Sauqueville met de belangrijkste infrastructuur en aangrenzende gemeenten.

## Demografie
Onderstaande figuur toont het verloop van het inwonertal (bron: INSEE-tellingen).